# Demopolis, Alabama
Demopolis je grad američkoj saveznoj državi Alabami. Grad upravo pripada okrugu Marengo čije je najveći grad.

## Povijest
Demopolis (grad ljudi) osnovala je grupa francuskih domoljuba, nakon povrataka u SAD, zbog odlaska robova s njihovih plantaža šećerne trske na Haitiju.

## Stanovništvo
Prema popisu stanovništva iz 2000. godine grad je imao 7.540 stanovnika,  
, 3.014 domaćinstava i 2.070 obitelji. Prosječna gustoća naseljenosti je 233 stan./km²
Prema rasnoj podjeli u gradu živi najviše afroamerikanaca 50,90%, bijelaca ima 47,75%, azijata 0,20%, indijanaca 0,09%,  izjašnjeni kao dvije ili više rasa 0,58%, ostali 0,48%. Od ukupnoga broja stanovnika njih 0,98% stanovništva su latinoamerikanci ili hispanjolci.

## Poznate osobe
- Theo Ratliff američki profesionalni košarkaš

## Vanjske poveznice
Službena stranica grada

### Ostali projekti
|  | Zajednički poslužitelj ima još gradiva o temi Demopolis, Alabama |